# Lucius Quintus Cincinnatus Lamar II
Lucius Quintus Cincinnatus Lamar (Eatonton, 17 settembre 1825 – Vineville, 23 gennaio 1893) è stato un politico, diplomatico e giurista statunitense.
Membro del Partito Democratico, rappresentò il Mississippi in entrambe le Camere del Congresso, fu Segretario degli Interni degli Stati Uniti d'America e giudice associato della Corte suprema degli Stati Uniti d'America. Egli inoltre prestò servizio militare nell'Esercito confederato con il grado di colonnello.

## Biografia
Nacque in Georgia da Lucius Quintus Cincinnatus Lamar e da Sarah Williamson Bird. Era cugino del futuro Giudice associato della Corte suprema degli Stati Uniti d'America Joseph Rucker Lamar e nipote di Mirabeau Bonaparte Lamar, secondo presidente della Repubblica del Texas. Nel 1845 si laureò presso l'Emory College (oggi Università Emory), allora sita ad Oxford, in Georgia. Fu membro della confraternita Sigma Alpha Epsilon, e fu uno dei primi iniziati in questo capitolo della confraternita presso l'Università del Mississippi.
Terminati gli studi Lamar sposò la figlia di Augustus Baldwin Longstreet, che si trasferì a Oxford nel Mississippi, nel 1849 per assumere l'incarico di Cancelliere nella Università del Mississippi, recentemente istituita. Lamar lo seguì diventando professore di matematica per un anno. Aprì anche uno studio legale, per poi diventare il proprietario di una piantagione di cotone nel nord della contea di Lafayette, vicino ad Abbeville.
In 1852 Lamar si trasferì con la famiglia a Covington, in Georgia, ove si iscrisse al Partito Democratico e nel 1853 fu eletto deputato alla Camera dei rappresentanti della Georgia.
Nel 1855 rientrò con la famiglia nel Mississippi.
Nel 1856 fu eletto alla Camera dei Rappresentanti degli Stati Uniti d'America di cui fu deputato fino al 1860, quando collaborò a redigere il Decreto di secessione del Mississippi.
Contribuì poi a fondare il XIX Reggimento di fanteria e lavorò nello staff del cugino, generale James Longstreet. Nel 1862 il presidente della Confederazione Jefferson Davis lo nominò ambasciatore della Confederazione in Russia. Dopo la guerra di secessione insegnò all'Università del Mississippi e fu delegato alla convenzione costituzionale di parecchi stati.
Lamar tornò alla Camera dei Rappresentanti nel 1873, diventando il primo deputato democratico eletto per il Mississippi dalla Guerra civile. Rimase in tale carica fino al 1877, quando fu eletto Senatore, sempre per il medesimo stato, rimanendo in carica fino al 1885. Egli si oppose alla Ricostruzione e alla concessione del diritto di voto agli afroamericani.
Nel 1885 accettò l'incarico di Ministro degli Interni nel governo di Grover Cleveland.
Nel 1888 il Senato confermò la sua nomina di giudice della Corte suprema degli Stati Uniti d'America, carica che mantenne fino alla morte.